# Space Exploration Vehicle

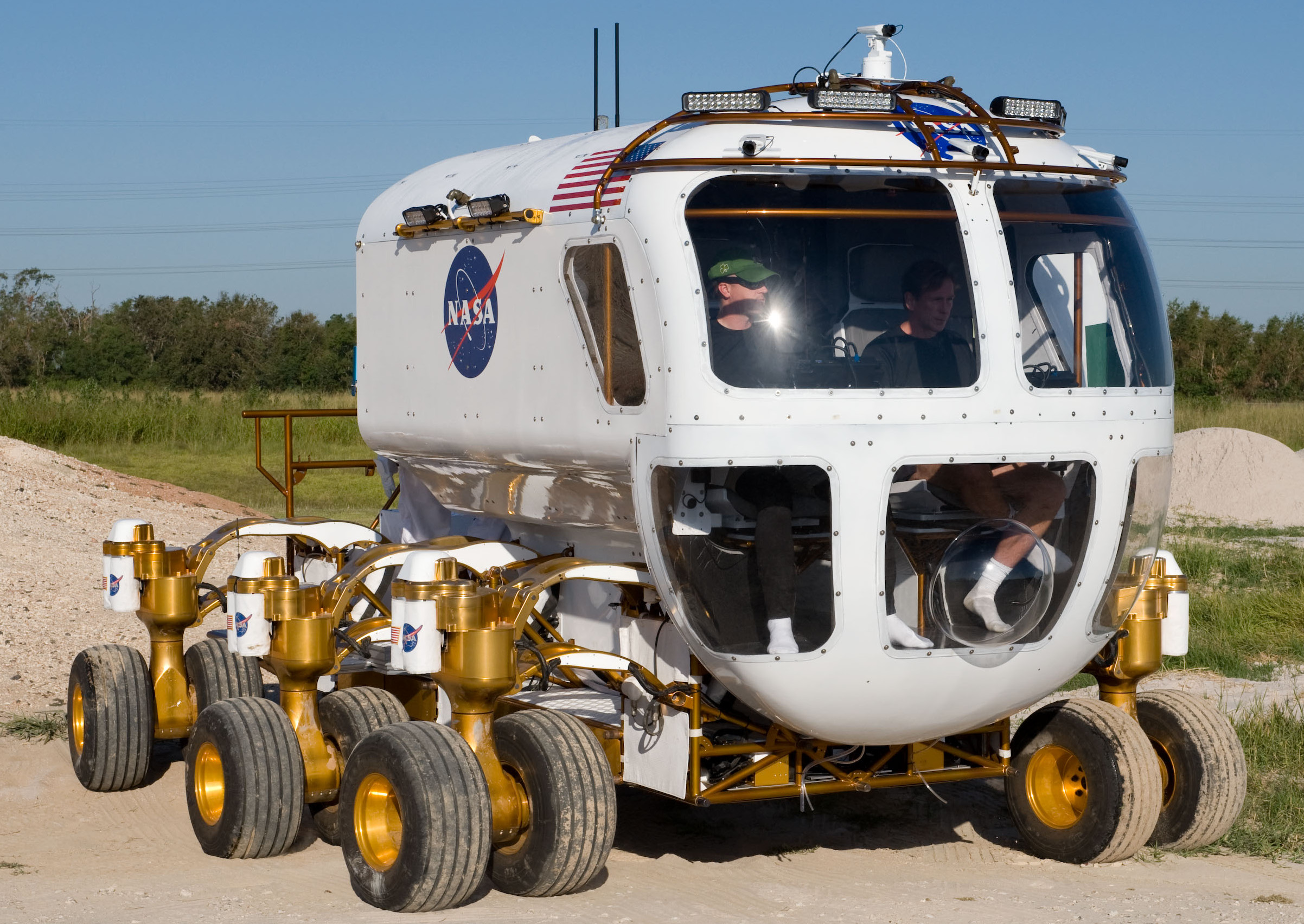
Small Pressurized Rover

Space Exploration Vehicle — прототип НАСА місячного транспортного планетохода.
Small Pressurized Rover являє собою невеликий всюдихід з 6 провідними колісними осями. Апарат працює від акумуляторів, що дозволяють в умовах місячної гравітації і поверхні розвивати йому швидкість до 10 км / год. У герметичній кабіні влаштовані місця для двох астронавтів і невеликий відсік для вантажів. Розрахункова автономність: до 2 тижнів або 1000 км.